# Ciclismo nos Jogos Pan-Americanos de 2015 - Estrada contra o relógio feminino
A competição da estrada contra o relógio feminino foi um dos eventos do ciclismo nos Jogos Pan-Americanos de 2015 em Toronto. Foi disputada nas ruas em torno do Velódromo Cisco Pan e Parapan-Americano de Milton, em Milton no dia 22 de julho.

## Calendário
Horário local (UTC-4).
| Data        | Horário | Fase  |
| ----------- | ------- | ----- |
| 22 de julho | 11:05   | Final |

## Medalhistas
| Ouro   | USA Kelly Catlin    |
| Prata  | CAN Jasmin Glaesser |
| Bronze | ESA Evelyn García   |

## Resultados
| Colocação         | Ciclista                   | Nacionalidade         | Tempo    |
| ----------------- | -------------------------- | --------------------- | -------- |
| Medalha de ouro   | Kelly Catlin               | USA Estados Unidos    | 26:25.58 |
| Medalha de prata  | Jasmin Glaesser            | CAN Canadá            | 27:01.31 |
| Medalha de bronze | Evelyn García              | ESA El Salvador       | 27:20.24 |
| 4                 | Laura Brown                | CAN Canadá            | 27:23.32 |
| 5                 | Ana Paula Polegatch        | BRA Brasil            | 27:53.39 |
| 6                 | Ingrid Drexel              | MEX México            | 28:13.14 |
| 7                 | Jennifer Cesar             | VEN Venezuela         | 28:34.50 |
| 8                 | Camila Andrea Valbuena Roa | COL Colômbia          | 28:54.44 |
| 9                 | Clemilda Fernandes         | BRA Brasil            | 29:21.36 |
| 10                | Leidimar Suarez Medina     | VEN Venezuela         | 29:23.32 |
| 11                | Cristina Irma Greve        | ARG Argentina         | 29:42.16 |
| 12                | Tamiko Butler              | ANT Antígua e Barbuda | 30:19.17 |
| 13                | Mariela Delgado            | ARG Argentina         | 30:42.37 |
| 14                | Zoenique Williams          | BER Bermudas          | DNS      |
| 15                | María Luisa Calle          | COL Colômbia          | DNS      |

Legenda
| Recorde mundial                  | Recorde mundial (World record)               |                       | Recorde africano                      | Recorde africano (African) |                                           | Q | Classificado por posição (Qualified) |
| Recorde dos Jogos Pan-Americanos | Recorde pan-americano (Pan-American record)  | Recorde da América    | Recorde da América (Americas)         | q                          | Classificado por melhor tempo (Qualified) |   |                                      |
| Melhor marca do ano              | Melhor marca do ano (World leading)          | Recorde asiático      | Recorde asiático (Asian)              | DNS                        | Não largou (Did not start)                |   |                                      |
| Recorde nacional                 | Recorde nacional (National record)           | Recorde europeu       | Recorde europeu (European)            | DNF                        | Não terminou (Did not finish)             |   |                                      |
| Recorde pessoal                  | Recorde pessoal do atleta (Personal best)    | Recorde da Oceania    | Recorde da Oceania (Oceania)          | DSQ / DQ                   | Desclassificado (Disqualified)            |   |                                      |
| Recorde da temporada             | Recorde da temporada do atleta (Season best) | Recorde sul-americano | Recorde sul-americano (South America) | NM                         | Sem marca (No mark)                       |   |                                      |